# 2-fenilbenzopiran
Fenilbenzopiranul (nucleul flavanic) are la bază un nucleu piranic (nucleu hexaatomic cu un heteroatom, în acest caz oxigenul)condensat cu un nucleu benzenic. Este scheletul principal pentru numeroși produși vegetali, produși care fac parte din clasa flavonoidelor și care în funcție de gradul de oxidare a ciclului piranic se pot clasifica astfel:
- Flavonozide
- Proantocianidoli (biflavani)
- Antocianozide
- Taninuri